# 邳州市人民医院
邳州市人民医院，是中国江苏省的一所医院，为二级甲等医院，位于邳州运河镇人民南路93号。

## 规模
邳州市人民医院总床位620张，日门诊量767人次。